# Пирги

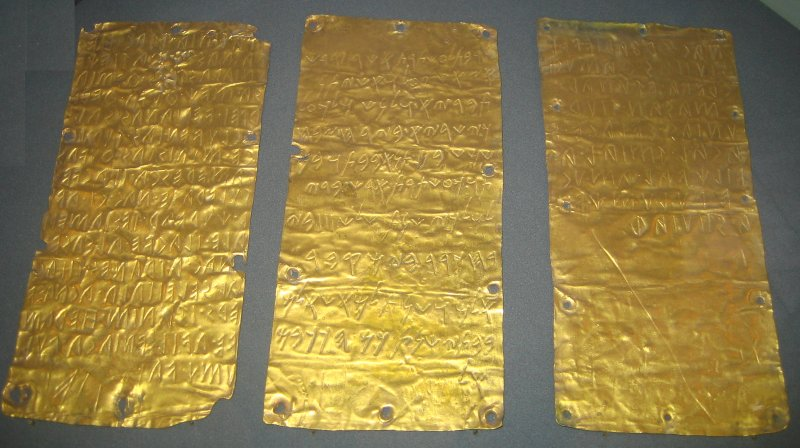
Скрижали из Пирги

Пи́рги (лат. Pirgi, Pyrgi) — древнее этрусское поселение, древняя гавань в центральной Италии,  в 13 км к северо-западу от этрусского города Каисра. Был обнаружен в 1957 году южнее современного селения Санта-Севера. Раскопки проводились под руководством Массимо Паллоттино и Джованни Колонна.
Город достиг своего расцвета в VII веке до н. э. В 384 году до н. э. разрушен Дионисием I из Сиракуз, а затем зависел от Цере (римское название Каисры), хотя неясно, служил ли он только как его порт — Альсий (лат. Alsium) расположен примерно в 8 км к югу. Позже римляне основали колонию, о которой впервые упоминалось в 191 году до н. э. Колония обеспечивала Рим рыбой и являлась излюбленным местом летнего отдыха.
Название имеет греческое происхождение. В 1957 году начались археологические раскопки района, найдены различные объекты, в том числе храм и священная дорога между Пирги и Цере, а также остатки многоугольных камней городских стен из известняка и песчаника около 200 м в ширину и длиной не менее 220 м. Северо-западный конец, скорее всего, разрушен морем.
В 1964 году были обнаружены знаменитые золотые пластинки из Пирги с двумя этрусскими и одним финикийским текстами, посвящёнными финикийской богине Астарте. Хранятся в Национальном этрусском музее Виллы Джулия.